# بريثفيراج (فلم)
بريثفيراج هو فيلم هندي تاريخي قادم من إنتاج ياش راج فيلم،الفيلم من بطولة أكشاي كومار،سانجاي دوت،سونو سود ومانوشي تشولار.من المقرر عرض الفيلم في 21 يناير 2022.

## روابط خارجية
بريثفيراج على موقع IMDb (الإنجليزية)
- بريثفيراج على موقع روتن توميتوز (الإنجليزية)
- بريثفيراج على موقع قاعدة بيانات الفيلم (الإنجليزية)
- بريثفيراج على موقع ليتربوكسد (الإنجليزية)
- بريثفيراج على موقع كينوبويسك (الروسية)